# Pawapuro-Kun
Pawapuro-Kun o Power Pro-Kun es la mascota de la longeva serie Jikkyō Powerful Pro Baseball de videojuegos de béisbol de la compañía Konami. Los Pawapuro-kun, son los jugadores que aparecen en esta serie, caracterizados por tener cabeza y cuerpo redondeados, y manos y pies separados del cuerpo. Muchos de los Pawapuros son personajes ficticios con sus propias historias y equipos, aunque también hay algunos que representan a jugadores de béisbol reales, además se destaca en los juegos la posibilidad de que el jugador cree y entrene a su propio Pawapuro-kun. En lanzamientos norteamericanos estos personajes también son llamados como Bobblehead Pros. 

## Información general
El Pawapuro-kun original y la mascota de toda la saga es un jugador de béisbol de uniforme blanco con rojo y grandes ojos azules. Su diseño, caracterizado por su cuerpo redondeado, es muy sencillo y ni siquiera presenta rasgos faciales. Este es el héroe de la saga y el que aparece en las portadas de los juegos. 
Además hay numerosos Pawapuros que representan a jugadores reales de ligas japonesas, así como también personajes ficticios. Estos tienen todos el mismo diseño del Pawapuro-kun original con pequeñas variantes como distinto color de piel y cabello, distintos ojos, uso de lentes o vello facial. La característica más popular de la saga es la que permite al jugador crear a su propio Pawapuro en una especie de simulador de vida llamado "Success Mode" en donde el protagonista interactúa con otros personajes Pawapuros siguiendo una historia desde que este es un estudiante hasta alcanzar el éxito deportivo y llegar a los equipos grandes. 
Desde la versión Power Pro 7 comenzaron a incluirse personajes mujeres entre los jugadores profesionales. A partir del año 2007, la saga comenzó a publicarse en Estados Unidos con el nuevo nombre de MLB Power Pros y con los Pawapuros representando a jugadores reales de béisbol de las Grandes Ligas americanas (MLB). 

## Habilidades
Pawapuro-kun tiene las típicas habilidades del beisbolista; poder de bateo, lanzamiento de bola y carrera. Cada individuo además tiene sus propias habilidades especiales que le destacan del resto. 
Pawapuro aparece como luchador en DreamMix TV: World Fighters, aquí ataca usando combos de puños y patadas, además puede arrojar su cabeza como una bola. Tiene además un abanico de papel como arma, que utiliza como si fuera un bate para hacer los distintos movimientos especiales.

## Apariciones en videojuegos

### SagaJikkyou Powerful Pro Yakyuu
Los Pawapuro-kun son los jugadores que protagonizan los videojuegos de béisbol de esta longeva saga.
- Jikkyou Powerful Pro Yakyuu '94 (1994 - SFC)
- Jikkyou Powerful Pro Yakyuu 2 (1995 - SFC)
- Jikkyou Powerful Pro Yakyuu '95 (1995 - PS)
- Jikkyou Powerful Pro Yakyuu '95 Kaimakuban (1995 - PS, Saturn)
- Jikkyou Powerful Pro Yakyuu 3 (1996 - SFC)
- Jikkyou Powerful Pro Yakyuu '96 (1996 - Arcade)
- Jikkyou Powerful Pro Yakyuu '96 Kaimakuban (1996 - SFC)
- Jikkyou Powerful Pro Yakyuu EX (1997 - Arcade)
- Jikkyou Powerful Pro Yakyuu 4 (1997 - N64)
- Jikkyou Powerful Pro Yakyuu 3 '97-Haru (1997 - SFC)
- Jikkyou Powerful Pro Yakyuu '97 Kaimakuban (1997 - PS)
- Jikkyou Powerful Pro Yakyuu S (1997 - Saturn)
- Jikkyou Powerful Pro Yakyuu '98 EX (1998 - SFC)
- Jikkyou Powerful Pro Yakyuu Basic '98 (1998 - SFC)
- Jikkyou Powerful Pro Yakyuu 5 (1998 - N64)
- Jikkyou Powerful Pro Yakyuu '98 Kaimakuban (1998 - PS)
- Jikkyou Powerful Pro Yakyuu '98 Ketteiban (1998 - PS)
- Power Pro GB (1998 - GB)
- Jikkyou Powerful Pro Yakyuu 6 (1999 - N64)
- Jikkyou Powerful Pro Yakyuu '99 Kaimakuban (1999 - PS)
- Jikkyou Powerful Pro Yakyuu '99 Ketteiban (1999 - PS)
- Power Pro Kun Pocket (1999 - GBC)
- Jikkyou Powerful Pro Yakyuu Dreamcast Edition (2000 - DC)
- Jikkyou Powerful Pro Yakyuu 2000 (2000 - N64)
- Jikkyou Powerful Pro Yakyuu 7 (2000 - PS2)
- Jikkyou Powerful Pro Yakyuu 2000 Kaimakuban (2000 - PS)
- Jikkyou Powerful Pro Yakyuu 2000 Ketteiban (2000 - PS)
- Jikkyou Powerful Pro Yakyuu 7 Ketteiban (2000 - PS2)
- Power Pro Kun Pocket 2 (2000 - GBC)
- Jikkyou Powerful Pro Yakyuu Basic-ban 2001 (2001 - N64)
- Jikkyou Powerful Pro Yakyuu 2001 (2001 - PS)
- Jikkyou Powerful Pro Yakyuu 8 (2001 - PS2)
- Jikkyou Powerful Pro Yakyuu 2001 Ketteiban (2001 - PS)
- Jikkyou Powerful Pro Yakyuu 8 Ketteiban (2001 - PS2)
- Power Pro Kun Pocket 3 (2001 - GBA)
- CR Nettou Power Pro Kun Pachitte Chonmage Tatsujin (2001 - PS2)
- Jikkyou Powerful Pro Yakyuu 2002 Haru (2002 - PS)
- Jikkyou Powerful Pro Yakyuu 9 (2002 - PS2, GC)
- Jikkyou Powerful Pro Yakyuu 9 Ketteiban (2002 - PS2, GC)
- Power Pro Kun Pocket 4 (2002 - GBA)
- Jikkyou Powerful Pro Yakyuu Premium-Ban (2003 - PS)
- Jikkyou Powerful Pro Yakyuu 10 (2003 - PS2, GC)
- Power Pro Kun Pocket 5 (2003 - GBA)
- Jikkyou Powerful Pro Yakyuu 10 Chou Ketteiban (2003 - GC)
- Jikkyou Powerful Pro Yakyuu 10 Chou Ketteiban: 2003 Memorial (2003 - PS2)
- Power Pro Kun Pocket 6 (2003 - GBA)
- Jikkyou Powerful Pro Yakyuu 11 (2004 - PS2, GC)
- Jikkyou Powerful Pro Yakyuu 11 Chou Ketteiban (2004 - PS2, GC)
- Power Pro Kun Pocket 1+2 (2004 - GBA)
- Power Pro Kun Pocket 7 (2004 - GBA)
- Jikkyou Powerful Pro Yakyuu 12 (2005 - PS2, GC)
- Jikkyou Powerful Pro Yakyuu 12 Ketteiban (2005 - PS2, GC)
- Power Pro Kun Pocket 8 (2005 - NDS)
- Jikkyou Powerful Pro Yakyuu Portable (2006 - PSP)
- Jikkyou Powerful Pro Yakyuu 13 (2006 - PS2)
- Jikkyou Powerful Pro Yakyuu 13 Ketteiban (2006 - PS2)
- Jikkyou Powerful Major League (2006 - GC, PS2)
- Atsumare! Power Pro Kun no DS Koushien (2006 - NDS)
- Power Pocket Dash (2006 - GBA)
- Power Pro Kun Pocket 9 (2006 - NDS)
- Jikkyou Powerful Pro Yakyuu Portable 2 (2007 - PSP)
- Jikkyou Powerful Pro Yakyuu 14 (2007 - PS2)
- Jikkyou Powerful Pro Yakyuu Wii (2007 - Wii)
- Jikkyou Powerful Pro Yakyuu 14 Ketteiban (2007 - PS2)
- Jikkyou Powerful Pro Yakyuu Wii Ketteiban (2007 - Wii)
- Power Pro Kun Pocket 10 (2007 - NDS)
- MLB Power Pros (2007 - Wii, PS2)
- Jikkyou Powerful Pro Yakyuu Portable 3 (2008 - PSP)
- Jikkyou Powerful Pro Yakyuu 15 (2008 - PS2, Wii)
- Power Pro Kun Pocket 11 (2008 - NDS)
- MLB Power Pros 2008 (2008 - NDS, Wii, PS2)
- Jikkyou Powerful Pro Yakyuu 2009 (2009 - PS2)
- Jikkyou Powerful Pro Yakyuu Next (2009 - Wii)
- Jikkyou Powerful Pro Yakyuu Portable 4 (2009 - PSP)
- Power Pro Kun Pocket 12 (2009 - NDS)
- Power Pros Touch (2009 - iOS)
- Jikkyou Powerful Pro Yakyuu 2010 (2010 - PS2, Wii)
- Power Pro Success Legends (2010 - PSP)
- Power Pro Kun Pocket 13 (2010 - NDS)
- MLB Power Pros Touch 2010 (2010 - iOS)
- MLB Power Pros 2010 (2010 - BlackBerry)
- Jikkyou Powerful Pro Yakyuu 2011 (2011 - PSP, PS3)
- Jikkyou Powerful Pro Yakyuu 2011 Ketteiban (2011 - PSP, PS3)
- Power Pro Kun Pocket 14 (2011 - NDS)
- Jikkyou Powerful Pro Yakyuu 2012 (2012 - PSP, PS3, Vita)
- Jikkyou Powerful Pro Yakyuu 2012 Ketteiban (2012 - PSP, PS3, Vita)
- Jikkyou Powerful Pro Yakyuu 2013 (2013 - PSP, PS3, Vita)
- Pawafuru Puroyakyu 2013 World Baseball Classic (2013 - iOS, Android)
- Pawafuru Puroyakyu 2013 Touch (2013 - iOS, Android)
- Pawapuro Stadium (2013 - PS3, Vita)
- Pawafuru Puroyakyu Touch 2014 (2014 - iOS, Android)
- Mobile Pawafuru Puroyakyu 2014 (2014 - Android, iOS, Móvil)
- Jikkyou Powerful Pro Yakyuu 2014 (2014 - PS3, Vita)
- Jikkyou Powerful Pro Yakyuu 2016 (2016 - PS3, PS4, Vita)
- Jikkyou Powerful Pro Yakyuu 2018 (2018 - PS4, Vita)
- eBaseball Powerful Pro Yakyuu 2020 (2020 - PS4, Switch)
- Power Pro Kun Pocket R (2021 - Switch)
- Jikkyou Powerful Pro Yakyuu 2024-2025 (2024 - PS4, Switch)
- Powerful Pro Yakyū Kaimaku Medal Series! (2024 - Juego de medalla)
- eBaseball™: POWER PROS BATTER UP!! (2025 - Juego de medalla)

### En otras sagas
- Konami Krazy Racers (2001 - GBA): Este es un juego de carreras de kart que reúne a varios personajes de Konami. Pawapuro-kun aparece como uno de los competidores. Se destaca por su excelente maniobrabilidad aunque tiene una baja velocidad máxima. En este juego además aparecen su asistente Akio Yabe y su mascota el perro Gunder.

- DreamMix TV World Fighters (2003 - GC): Un juego de peleas crossover entre compañías. Pawapuro-kun aparece como uno de los luchadores que representan a Konami, se caracteriza por un corto rango de ataque pero con sobresalientes ataques especiales.

- New International Track and Field (2008 - NDS): Un videojuego de deportes olímpicos en donde Pawapuro-kun es uno de los atletas seleccionables.

- Krazy Kart Racing (2009 - iOS): Secuela de Konami Krazy Racers que nuevamente incluye a Pawapuro-kun como uno de los corredores seleccionables.

- Hirameki Puzzle: Maxwell no Fushigi na Note (2011 - Nintendo DS): Versión japonesa de Scribblenauts. Pawapuro puede ser invocado como uno de los ayudantes al escribir su nombre.

- Puyo Puyo Quest (2019 - iOS, Android): Pawapuro-Kun aparece un evento de Hot-blooded! Pwurp Baseball Tournament.

- Super Smash Bros. Ultimate (2024 - Nintendo Switch): Pawapuro-Kun aparece como un espiritu junto con Aoi Hayakawa y Mamoru Ikari en el tablero de "Centinelas, dioses y béisbol".

### Cameos
- Snatcher (1996 - PSX): En la escena del baile del club "Outer Heaven" se puede ver a Pawapuro-kun tomando un trago junto con otros personajes de Konami.

- TwinBee PARADISE in Donburi Shima (1998 - PC): Aparece el atuendo de Pawapuro Kun como un accesorio para Pastel.

- Mitsumete Knight R: Daibōken-hen (1999 - PlayStation): Al iniciar el juego por segunda vez ("Nuevo Juego +"), en el PrintStation del primer pueblo, el fondo cambia mostrando a numerosos personajes de Konami, incluyendo a Pawapuro-kun.[2]